# Mount Amak
Der Mount Amak ist ein 488 m hoher Schichtvulkan der Aleutenkette. Der Vulkan liegt nördlich der Alaska-Halbinsel in der Bristol Bay auf der Insel Amak. Es handelt sich um die östlichste der Aleuten-Inseln. Das Gesamtvolumen des Vulkans beträgt etwa 1 Kubikkilometer. Bei den Ausbrüchen von 1700 bis 1710 sowie 1796 entstanden Blocklavaströme. Frühere Lavaströme, vermutlich vor 4000 bis 5000 Jahren entstanden, bestehen vorwiegend aus andesitischer Lava.